# Paysage avec la fuite en Égypte
Paysage avec la fuite en Égypte (en néerlandais : Landschap met de vlucht naar Egypte) est un tableau du peintre flamand Joachim Patinier réalisé vers 1515 et conservé au musée royal des Beaux-Arts d'Anvers,.

## Contexte
La peinture de paysage connaît ses premières heures de gloire au xvie siècle grâce à Joachim Patinier. Elle se développe à partir des arrières-plans paysagers du xve siècle que l'on retrouve sur des retables, des représentations de saints ou des portraits, qui ont remplacé les fonds d'or du xive siècle.
Les paysages de Joachim Patinier sont des paysages-mondes : des perspectives panoramiques à partir d'un point de vue surélevé, dévoilant des plans successifs de ciels, de montagnes, de vallées, d'eau et de bâtiments, avec une représentation de scènes bibliques, dont les personnages sont écrasés par l'immensité du décor. On peut voir dans ces paysages des allégories du monde (où les différents éléments qui le composent — l'eau, la terre et le ciel — sont représentés), dans lesquelles l'homme se déplace en pèlerin sur un chemin de vie respectueux de Dieu.
Dans les tableaux de Joachim Patinier, les différents éléments (faune, flore et formations rocheuses) sont souvent très détaillés, comme dans la peinture gothique ; mais contrairement aux primitifs flamands, le sujet religieux y est subordonné à la scène naturelle.

## Thème
Le tableau représente le thème de la fuite en Égypte, populaire dans l'iconographie chrétienne. Cet épisode de la Bible est relaté dans l'Évangile selon Matthieu (Mt 2, 13-23). Il décrit comment le roi Hérode Ier, informé par les mages de la naissance du « Roi des Juifs » à Bethléem, fait tuer tous les enfants de moins de deux ans qui se trouvent dans la ville. Pour échapper au massacre, Joseph s'enfuit avec l'enfant Jésus et sa mère Marie en Égypte. Selon deux légendes associées à cet épisode, décrites dans l’Évangile du Pseudo-Matthieu, une idole païenne tombe de son piédestal au passage de Jésus, et un champ que des paysans sont en train de semer se couvre de blé dès le passage de la Sainte Famille.
Joachim Patinier a peint plusieurs autres tableaux qui reprennent des scènes de la fuite en Égypte, du repos pendant la fuite en Égypte, du massacre des Innocents, du « miracle du champ de blé » ou de la « chute des idoles païennes ».

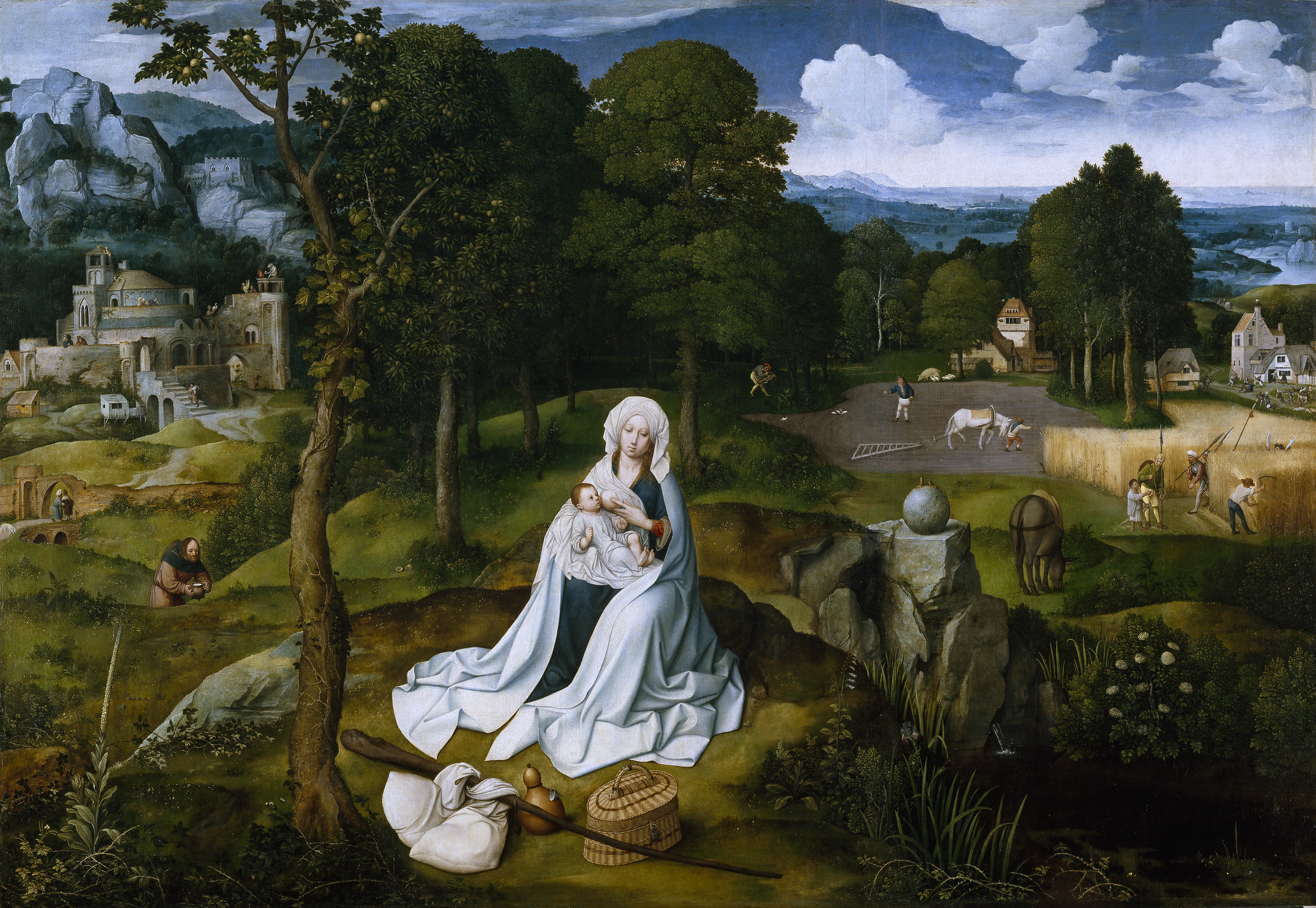
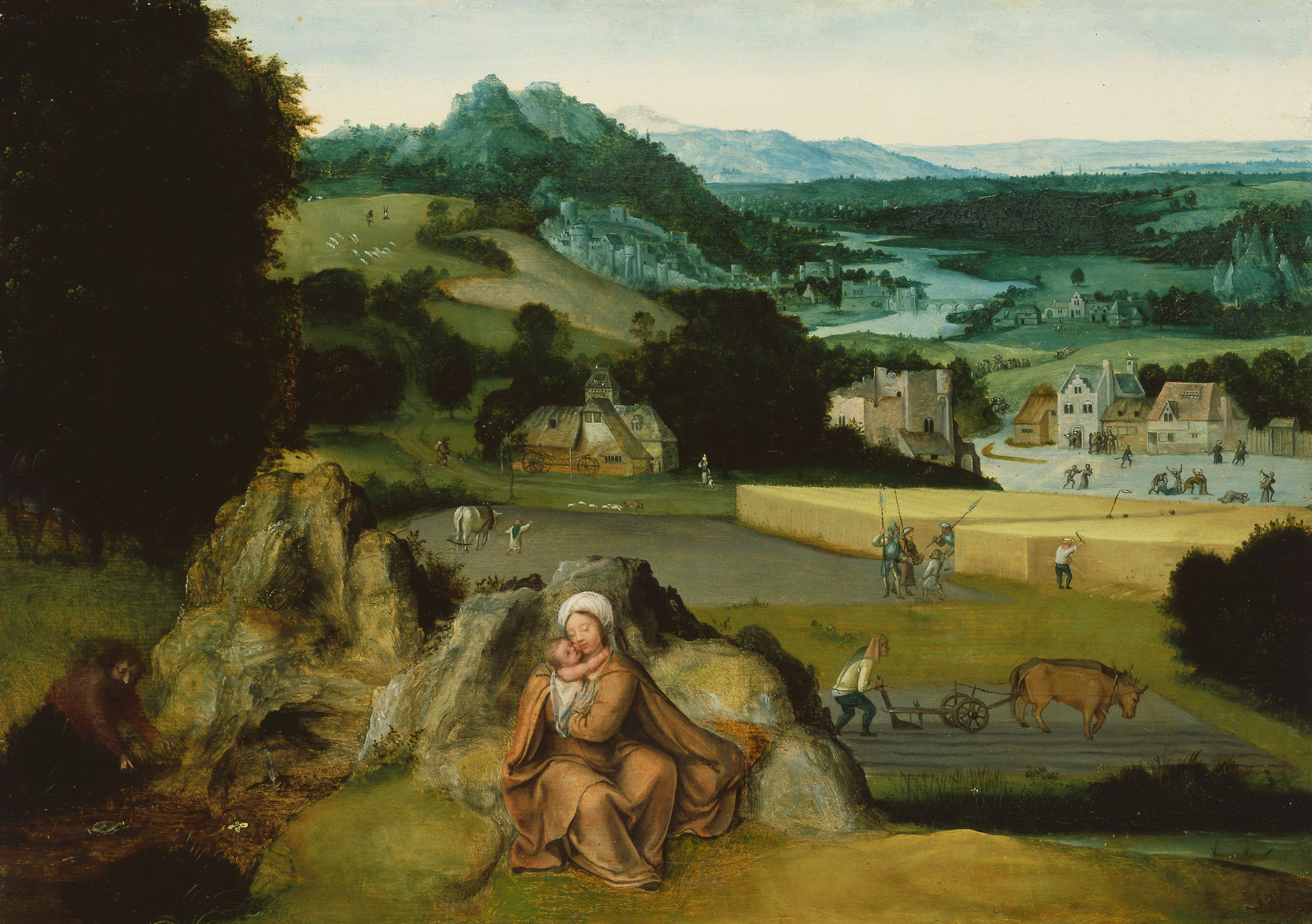
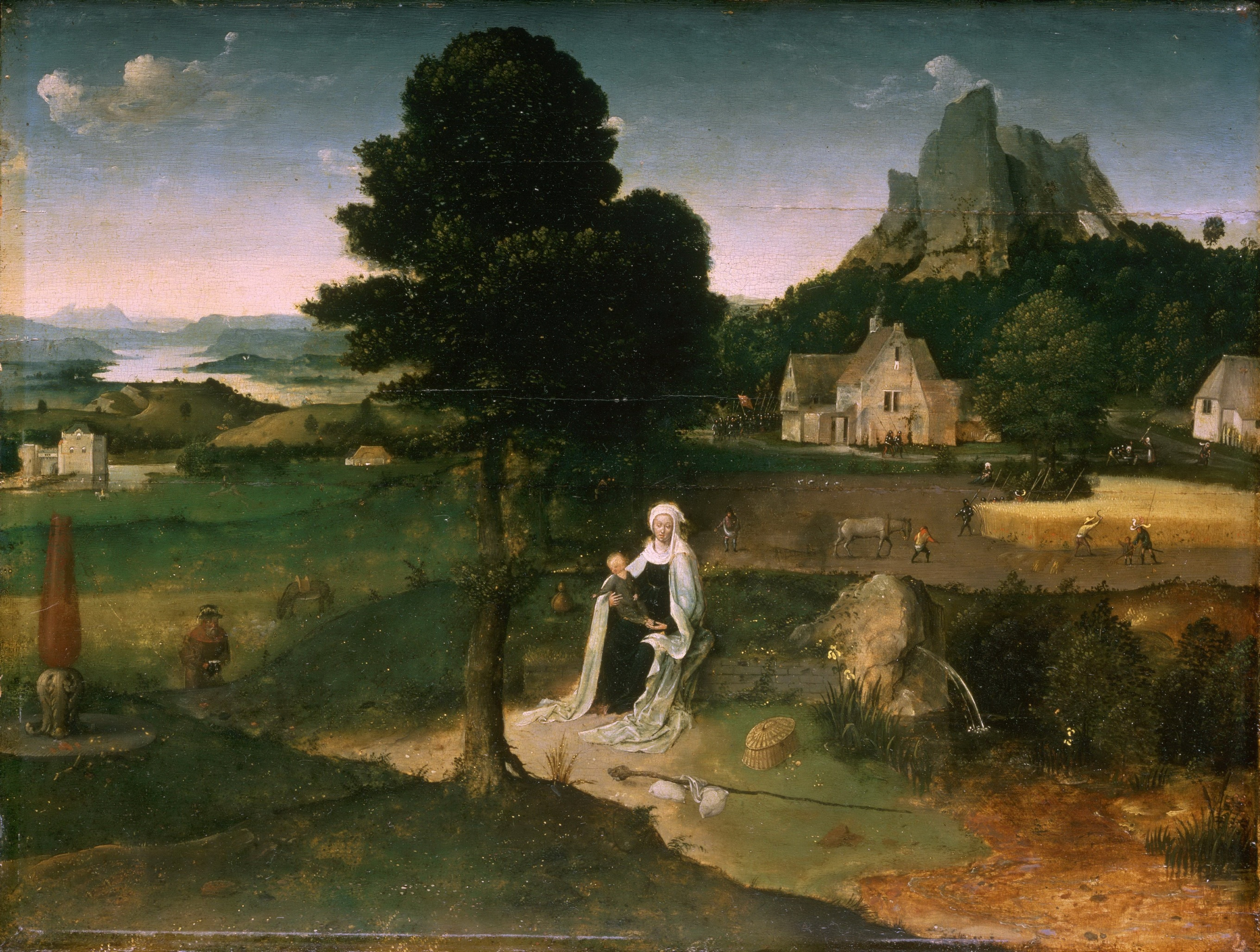
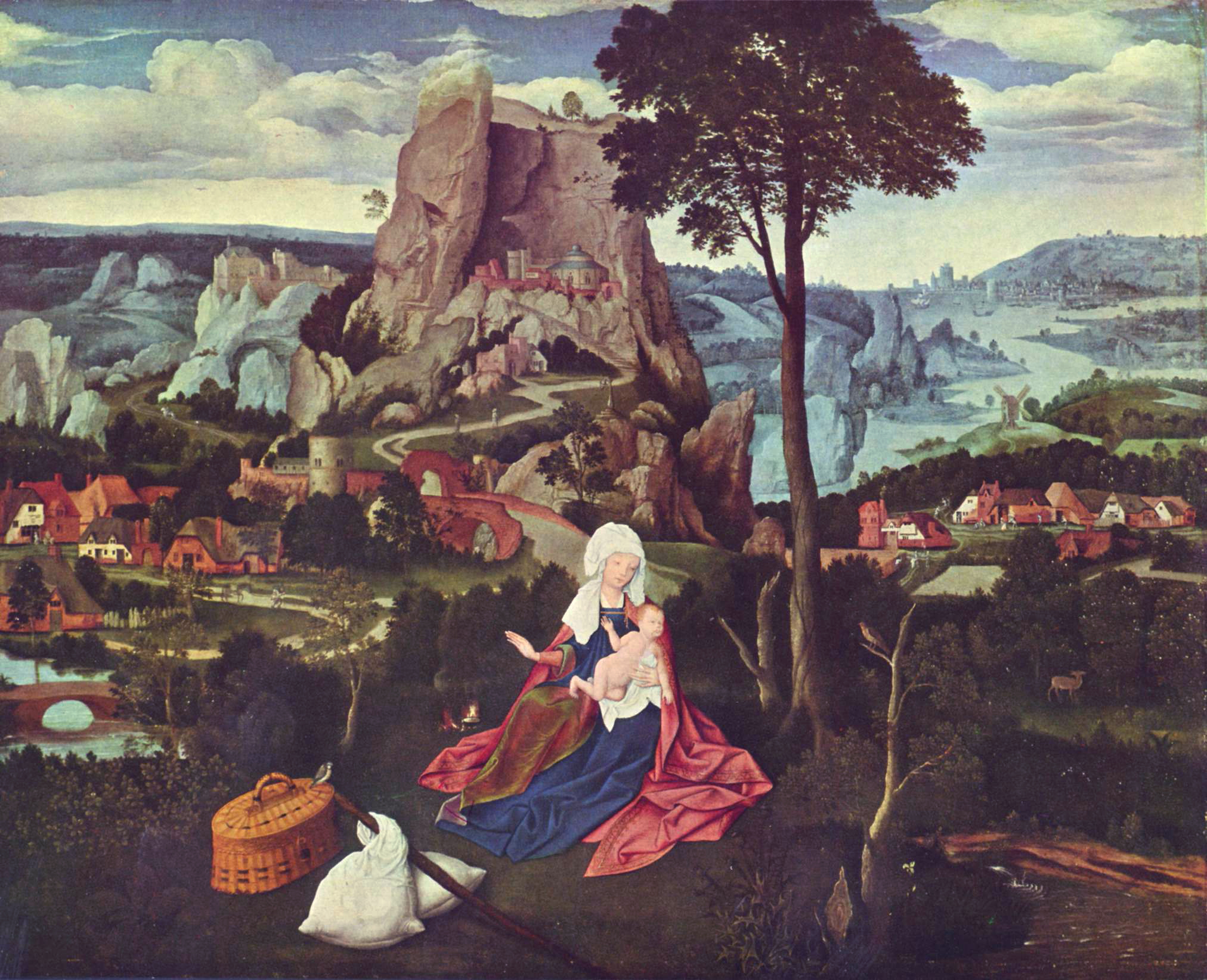

## Description
Le tableau, de petite taille (17 × 21 cm) et réalisé à l'huile sur panneau, montre un vaste paysage avec des falaises abruptes, un joli hameau et une mer bleue bordée de montagnes lointaines.
Au premier plan, au centre, Joseph accompagne l'âne sur lequel Marie est assise avec l'enfant Jésus, dans un paysage montagneux. Derrière eux, dans le hameau en contrebas, des soldats d'Hérode attaquent des femmes tenant leurs enfants dans leurs bras, tandis que d'autres interrogent des villageois aux abords d'un champ de blé abondamment garni. À l'extrême gauche, sur un rocher, une statue tombe d'un piédestal.
Joachim Patinir dépeint le paysage d'un point de vue très élevé. La composition est construite sur la base de trois plans d'espace. Le plan de face avec les rochers s'étend du bas à droite vers le haut à gauche et occupe la moitié du panneau. Un chemin sinueux conduit au hameau, à droite du panneau, qui domine le plan central. Au troisième plan, la mer s'étend jusqu'à l'horizon.
Le premier plan est dominé par des couleurs chaudes avec des verts soutenus, des ocres et des bruns. En arrière-plan, la gamme d'ocre, de vert et de brun est plus claire. Le troisième plan est blanc et violet, avec diverses nuances de bleu. Cette évolution des couleurs avec les différents plans d'espace, qui s'estompent au fur et à mesure que les éléments du paysage s'éloignent, suggèrent une impression de profondeur.

## Analyse

### Paysage représenté
Le paysage, bien que réaliste, ne représente pas un point de vue réel ou une région spécifique. Il ne correspond pas à un paysage situé entre Bethléem et l'Égypte, qui aurait dû être désertique. Il est plutôt un assemblage fictif de divers éléments étudiés dans la nature : ainsi, les formations rocheuses, déchiquetées et exagérées, évoquent la région natale de Patinier (la vallée de la Meuse, à Dinant), le village fait penser aux collines du Brabant, tandis que la mer brumeuse bordée de montagnes rappelle les Alpes et l'Italie.
Il n'est pas établi que Joachim Patinier a déjà voyagé en Italie au moment de la création du Paysage avec la Fuite en Égypte : il s'est peut-être inspiré du travail de contemporains tels que Gérard David, Bernard van Orley, Quentin Metsys ou Joos van Cleve, avec lesquels il a entretenu des contacts étroits.

### Composition
La composition est construite avec des perspectives aussi insolites et naïves que fantasmagoriques, les trois protagonistes étant réduits au strict minimum, presque perdus dans un paysage composé de perspectives évanescentes. Face à un paysage aussi vaste, les personnages représentés ici ne jouent aucun rôle. La proportion de l'homme et de la nature a été préservée, l'homme n'étant qu'une infime tache dans le paysage par rapport à elle.